# کروی بتون
کروی بتون (انگلیسی: Croix Bethune؛ زادهٔ ۱۴ مارس ۲۰۰۱) بازیکن فوتبال زن اهل ایالات متحده آمریکا است.
وی همچنین در تیم ملی فوتبال زنان ایالات متحده آمریکا بازی کرده است.